# 龙飘飘
龍飄飄（1958年6月20日—），本名许秀春，台灣女歌手，有旋風歌后之稱號。台湾台南縣人，从小在台南縣新營鎮长大，臺灣省立新營高級中學畢業。1977年在马来西亚出版第一张个人专辑《花飘飘水飘飘》，从此拉开了在以马来西亚为主的东南亚歌坛发展的序幕。和龙飘飘签约的马来西亚快乐唱片为了打响其知名度，捏造了一段她的“身世”以增加她在当地的亲和力，以致她被误认为是马来西亚人。从1998年开始逐渐信仰基督教，2006年前后移居美国洛杉矶。现为牧师和一位福音歌手。

## 歷年專輯表
- 虎威唱片 相逢夕陽下（與青山） 1976
- 虎威唱片 分手的時候（與江豪） 1976
- 虎威唱片 晚風 1977
- 虎威唱片 夜幕 1977
- 虎威唱片 真情真愛 1978
- 虎威唱片 癡情 1978
- 龍飄飄之歌 Vol.1 快樂唱片 心上人！別生氣 1977
- 龍飄飄之歌 Vol.2 快樂唱片　愛情花再開　1977
- 龍飄飄之歌 Vol.3 快樂唱片　一朵花一顆心　1978
- 龍飄飄之歌 Vol.4 快樂唱片　彩虹舞曲　1978
- 龍飄飄之歌 Vol.5 快樂唱片　昨夜　今夜　明夜　1978
- 龍飄飄之歌 Vol.6 快樂唱片　一首愛的歌　1978
- 龍飄飄之歌 Vol.7 快樂唱片　就是忘不了你　1978
- 龍飄飄之歌 Vol.8 快樂唱片　一封情書　1979
- 龍飄飄之歌 Vol.9 快樂唱片　請時常寫信給我　1979
- 龍飄飄之歌 Vol.10 快樂唱片　愛人千萬要記得　1979
- 龍飄飄之歌 Vol.11 快樂唱片　河畔情歌　1979
- 龍飄飄之歌 Vol.12 快樂唱片　常伴你左右　1979
- 龍飄飄之歌 Vol.13 快樂唱片　娶新娘　1980
- 龍飄飄之歌 Vol.14 快樂唱片　候鳥之愛　1980
- 龍飄飄之歌 Vol.15 快樂唱片　相思小雨　1980
- 龍飄飄之歌 Vol.16 快樂唱片　又見溜溜的她　1981
- 龍飄飄之歌 Vol.17 快樂唱片　蔓莉　1981
- 龍飄飄之歌 Vol.18 快樂唱片　風說你要來　1981
- 龍飄飄之歌 Vol.19 快樂唱片　慧眼　1982
- 龍飄飄之歌 Vol.20 快樂唱片　請你別忘記　1982
- 龍飄飄之歌 Vol.21 快樂唱片HC391　難忘昨夜情(落葉飄雨)　1982
- 龍飄飄之歌 Vol.22 快樂唱片　夢兒難忘記　1983
- 龍飄飄之歌 Vol.23 快樂唱片HC469　來電的男孩　1983
- 龍飄飄之歌 Vol.24 快樂唱片　分手　1983
- 龍飄飄&燕雙雙－山歌黃梅調專輯　快樂唱片　1980
- 龍腔雅韻 Vol.1 美酒加咖啡　快樂唱片　1984
- 龍腔雅韻 Vol.2 怎能再回頭 等郵差 舞女 快樂唱片　1984
- 龍腔雅韻 Vol.3 彌渡山歌　上山崗　快樂唱片　1985
- 龍腔雅韻 Vol.4 讓我默默離開 成長的歲月 快樂唱片　1985
- 龍腔雅韻 Vol.5 給我溫情吧！愛人　 快樂唱片　1985
- 龍腔雅韻 Vol.6 依然 快樂唱片　1985
- 40年代名曲 岷江夜曲　嘆十聲　 快樂唱片　1986
- 龍腔雅韻 Vol.7 愛的詩篇 等你說 快樂唱片　1986
- 龍腔雅韻 Vol.8 長記心頭 新娘花 快樂唱片　1986
- 龍腔雅韻 Vol.9 難忘的感覺 握緊此刻 快樂唱片　1986
- 龍腔雅韻 Vol.10 月兒像檸檬　負心的人 快樂唱片　1986
- 龍腔雅韻 Vol.11 快樂的歌 等你回航 快樂唱片　1987
- 龍腔雅韻 Vol.12 情歌篇篇 快樂唱片　1987
- 龍腔雅韻 Vol.13 潮來潮往 快樂唱片　1988
- 龍腔雅韻 Vol.14 情人再見/又要分手 快樂唱片　1988
- 龍腔雅韻 Vol.15 夢中的娃娃 快樂唱片　1988
- 龍腔雅韻 Vol.16 午夜香吻　風從哪裡來　 快樂唱片 1989
- 恰恰組曲　快樂唱片 1989
- 龍腔雅韻 Vol.17 情歌篇篇②　快樂唱片　1989
- 龍腔雅韻 Vol.18 快樂唱片 1990
- 郎呀郎 我是一個什麼樣的女子　快樂唱片　1990
- 龍腔雅韻 Vol.19 教我忘不了　快樂唱片 1990
- 不是欺騙的/愛就在今夜　快樂唱片　1991
- 微笑說珍重 快樂唱片　1992
- 今夜會有誰來陪我 快樂唱片　1992
- 龍腔雅韻 Vol.20 快樂唱片 歲月的傷口 1992
- 龍飄飄&羅賓－名曲對唱竟爭輝1　快樂唱片 1989
- 龍飄飄&羅賓－名曲對唱竟爭輝2　快樂唱片 1990
- 那裡來的你 瑞星唱片 1987
- 懷念金曲1 瑞星唱片 1987
- 最後一聲愛你 瑞星唱片 1988
- 一個人的夜晚 瑞星唱片 1989
- 放下感情/瀟灑人生 1993 EMI百代唱片
- 精贊龍腔Vol.1-重逢 百代唱片 1994
- 精贊龍腔Vol.2-夜來香 再來一個 百代唱片
- 精贊龍腔Vol.3-情事飄飄 百代唱片
- 精贊龍腔Vol.4-我愛你勝過愛自己 百代唱片
- 精贊龍腔Vol.5-龍鳳吉祥　百代唱片
- 唯有你的愛才最重要 VOL.81 2003
- 挽回       南方唱片 2003
- 愛在那裡愛 南方唱片 2004
- 舞夜情深　2004年12月摩那圓唱片
- 人財兩旺富貴全　快樂唱片　1984
- 龍腔賀歲第一集　快樂唱片　1986
- 龍腔賀歲第二集　祝福　快樂唱片　1987
- 龍腔賀歲 山歌黃梅調新年特輯 1987
- 龍腔賀歲第三集　快樂的龍年　快樂唱片　1988
- 龍腔賀歲第四集　金獅拜年　快樂唱片1989
- 龍腔賀歲第五集　馬到功成　快樂唱片　1990
- 龍腔賀歲第六集　賺錢的年　快樂唱片　1991
- 龍腔賀歲第七集　財神爺爺送財財神寶　快樂唱片　1992
- 龍腔賀歲第八集　鳳年豐年　快樂唱片　1993
- 初一財神到我家 新加坡新麗聲 1992
- 94唯一全新賀歲專輯 狗來富貴　 百代唱片　1994
- 95龍腔全新賀歲專輯 豬年肥年　 百代唱片　1995
- 96龍腔全新賀歲專輯 錢鼠來送錢 　百代唱片　1996
- 97龍腔全新賀歲專輯 金牛來送寶　百代唱片　1997
- 98龍腔全新賀歲專輯 十二生肖通發財　百代唱片　1998
- 99全新* 龍腔賀歲專輯 兔年跑第一　百代唱片　 1999
- 2000* 龍腔賀歲　千禧龍年　百代唱片 2000
- 龍腔賀歲2001　百代唱片　2001
- 龍腔賀歲-財神愛我 2001　百代唱片
- 龍腔賀歲1288　百代唱片 2002
- 南方龍腔賀新歲　祥祥都吉祥　 南方唱片　2003
- 南方龍腔賀歲　好年好年 　南方唱片　2004
- 龍腔賀歲　好運來　2005
- 龍腔飄越三十年   2006.10  新京文
- 龍腔賀歲 慶迎豐年   2007.1   新京文
- 人生車站   2007.12  亞洲聲動製作 福茂發行
- 龍情萬縷民歌情   2009.4  新京文

## 節目主持
【飄飄時間（廣播節目） 2007.11.19-2008.9.30 美國生活電台】